# 乔治·莫罗德尔
乔治·莫罗德尔（Giorgio Moroder；出生名：乔瓦尼·乔治·莫罗德尔，Giovanni Giorgio Moroder，義大利語：[dʒoˈvanni ˈdʒordʒo moˈrɔːder]，德語：[mɔˈʁoːdɐ]；1940年4月26日—），意大利摇滚、电子音乐作曲家，曾三次获得奥斯卡奖，39次获得奥斯卡提名，三次获得格莱美奖，4次金球奖和16项格莱美奖，為80年代電影配樂大師及唱片製作人；幾乎包辦80年代巨片插曲配樂。引領當代潮流；素有「迪斯可之父（Father of Disco）」稱號。
- 1984年，洛杉矶奥运会主题歌《冲刺（英语：Reach Out (Olympic theme song)）》（Reach Out），由美国黑人歌星莱昂纳尔·里奇于闭幕式演唱，这首歌后来成为流行的单曲[5]。
- 1988年，汉城奥运会主题歌《手拉手》，萨马兰奇曾建议将这首歌作为奥运会的“永久会歌”。
- 1990年，意大利世界杯足球赛主题歌《意大利之夏》（Un'estate italiana），廣東版本由林振強填詞並由譚詠麟主唱。
- 1991年与何健民和孔祥东共同为1998年北京申办2000年奥运创作歌曲《好运北京》（Good Luck Beijing），中文版由毛阿敏和孙国庆合唱，中英文两种版本的歌词中国驻美国洛杉矶大使馆文化参赞填写。
- 2006年创作出沈阳世园会会歌《和谐之城》[6]。
- 2007年与中国钢琴家孔祥东再次合作共同创作出北京2008年奥运歌曲《永远的朋友》。